# Саліх Озджан
Саліх Озджан (нім. Salih Özcan, нар. 11 січня 1998, Кельн, Німеччина) — німецький футболіст, центральний півзахисник дортмундської «Боруссії» та збірної Туреччини.

## Ігрова кар'єра

### Клубна
Саліх Озджан народився у місті Кельн, де і почав займатися футболом, коли у 2007 році приєднався до академії місцевого клубу «Кельн». А вже у січні 2016 року Озджан дебютував у складі основної команди клубу. Паралельно з цим Озджан грав і у дублюючому складі клубу.
У вересні 2016 року у матчі проти «Шальке 04» футболіст вперше з'явився на полі у матчах Бундесліги.
З 2019 року один сезон Озджан провів в оренді у клубі Другої Бундесліги «Гольштайн». Після чого повернувся до стану «Кельна».

### Збірна
Саліх Озджан грав у всіх вікових юнацьких збірних Німеччини. У 2015 році він був фіналістом Чемпіонату Європи (U-17), що проходив у Болгарії.
З 2019 року Озджан є гравцем молодіжної збірної Німеччини.

## Статистика виступів

### Статистика виступів за збірну
Станом на 15 жовтня 2023 року
| Дата       | Місто      | Господарі  | Результат | Гості             | Турнір                               | Голи | Примітки  |
| ---------- | ---------- | ---------- | --------- | ----------------- | ------------------------------------ | ---- | --------- |
| 29-3-2022  | Конья      | Туреччина  | 2 – 3     | Італія            | товариський матч                     | -    | 62'       |
| 4-6-2022   | Стамбул    | Туреччина  | 4 – 0     | Фарерські острови | Ліга націй УЄФА 2022-2023 - 1-й етап | -    | 65'       |
| 7-6-2022   | Вільнюс    | Литва      | 0 – 6     | Туреччина         | Ліга націй УЄФА 2022-2023 - 1-й етап | -    |           |
| 11-6-2022  | Люксембург | Люксембург | 0 – 2     | Туреччина         | Ліга націй УЄФА 2022-2023 - 1-й етап | -    | 68'       |
| 14-6-2022  | Стамбул    | Туреччина  | 2 – 0     | Литва             | Ліга націй УЄФА 2022-2023 - 1-й етап | -    |           |
| 16-11-2022 | Діярбакир  | Туреччина  | 2 – 1     | Шотландія         | товариський матч                     | -    | 46'       |
| 19-11-2022 | Газіантеп  | Туреччина  | 2 – 1     | Чехія             | товариський матч                     | -    |           |
| 25-3-2023  | Єреван     | Вірменія   | 1 – 2     | Туреччина         | Відбір до ЧЄ 2024                    | -    | 46'       |
| 28-3-2023  | Бурса      | Туреччина  | 0 – 2     | Хорватія          | Відбір до ЧЄ 2024                    | -    |           |
| 16-6-2023  | Рига       | Латвія     | 2 – 3     | Туреччина         | Відбір до ЧЄ 2024                    | -    | 78'       |
| 19-6-2023  | Самсун     | Туреччина  | 2 – 0     | Уельс             | Відбір до ЧЄ 2024                    | -    | 61'       |
| 12-9-2023  | Генк       | Японія     | 4 – 2     | Туреччина         | товариський матч                     | -    | 45+5' 46' |
| 12-10-2023 | Осієк      | Хорватія   | 0 – 1     | Туреччина         | Відбір до ЧЄ 2024                    | -    |           |
| 15-10-2023 | Адана      | Туреччина  | 4 – 0     | Латвія            | Відбір до ЧЄ 2024                    | -    | 17' 68'   |
| Усього     |            | Матчів     | 14        |                   | Голів                                | 0    |           |

## Титули і досягнення
Німеччина (U-17)
- Віце-чемпіон Європи (U-19): 2015

Німеччина (U-21)
- Чемпіон Європи (U-21): 2021